# Octomeria aloifolia
Octomeria aloifolia é  uma pequena espécie de orquídea (Orchidaceae) originária do Brasil.

## Bibliografia

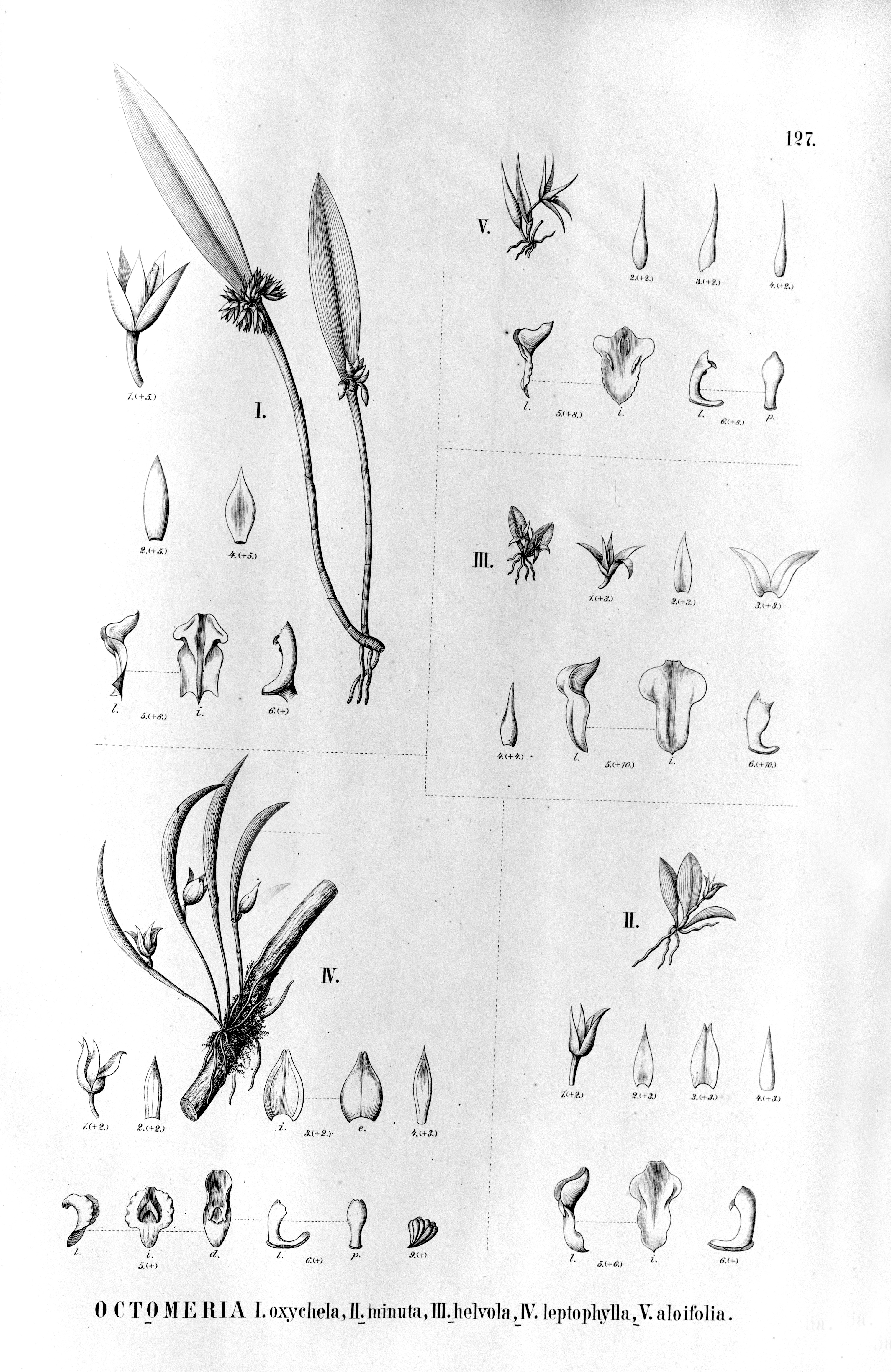
Flora Brasiliensis.